# Cosmetic (シドの曲)
「cosmetic」（コスメティック）は、シドのメジャー7作目のシングル。2010年9月29日にキューンレコードから発売された。

## 概要
- 初回盤にはAとBタイプがあり、それぞれに収録内容の異なるライブ密着映像を収録したDVDが同梱されている。
- 今回のシングルのテーマは、マオ曰く「変化球」。また、Shinjiも「毒がテーマ」と語っている[1]。

## 収録曲
全作詞：マオ
1. cosmetic [3:22]
作曲：Shinji、編曲：シド・西平彰
  - 第一興商DAM★うたフルCMソング
2. すぐ傍で [4:24]
作曲：御恵明希、編曲：シド・Takayuki Kato
6/8拍子という構成の楽曲。
明希曰く「田舎をイメージした。」
3. 眩暈（Live from 『いちばん好きな場所2010』） [4:29]
作曲：御恵明希、編曲：シド

## 収録アルバム
1. cosmetic
  - 6th/2ndスタジオ・アルバム『dead stock』
  - 2ndベスト・アルバム『SID ALL SINGLES BEST』
2. すぐ傍で
  - 2ndカップリング・ベスト『Side B complete collection〜e.B 3〜』